# Список пресмыкающихся Румынии
Список пресмыкающихся Румынии включает виды класса пресмыкающихся, которые были зарегистрированы на территории Румынии. Пресмыкающиеся, или рептилии (лат. Reptilia) — класс (по традиционной классификации) или парафилетическая группа (по кладистической классификации) преимущественно наземных позвоночных животных.

## Видовое разнообразие
Пресмыкающиеся составляют заметную часть фауны наземных позвоночных  Европы в целом и Румынии в частности. В целом подтверждено постоянное обитание на территории страны 25 видов пресмыкающихся: 11 видов змей, 10 видов ящериц и 4 видов черепах. Помимо этого, на территории Румынии зарегистрирован ещё один вид черепах — логгерхед, чей мигрирующий экземпляр единожды был отловлен в акватории страны (в связи с чем вид не включается в список постоянной герпетофауны региона).
Из всего видового состава герпетофауны Румынии 24 вида является автохтонными (со времени своего становления обитают в данной местности), а 1 вид — красноухая черепаха — интродуцированным и инвазивным.

## Список видов
Данный список объединяет таксоны видового и подвидового уровня, которые были зарегистрированы на территории Румынии и приводились для неё исследователями в литературных публикациях. Список состоит из русских названий, биноменов (двухсловных названий, состоящих из сочетания имени рода и имени вида) и указанных с ними имён учёных, впервые описавших данный таксон, и годов, в которых это произошло. В четвёртом столбце таблицы для каждого вида приводится информация о его распространении на территории Румынии на основании работы «Diversity and distribution of reptiles in Romania» (Cogălniceanu D., Rozylowicz L., Székely P., et al. 2013) если не указаны другие источники. Для некоторых видов приводятся замечания по систематике (подразумевается обитание на территории страны номинативных подвидов, если не указано иное). Отряды и семейства в списке расположены в систематическом порядке.
Легенда:
Обозначения охранного статуса МСОП:
- — виды на грани исчезновения (в критическом состоянии)
- — виды под угрозой исчезновения
- — уязвимые виды
- — виды, близкие к уязвимому положению
- — виды под наименьшей угрозой
- — виды, для оценки угрозы которым не хватает данных
- — виды, не представленные в Международной Красной книге

| Иллюстрация                                  | Русское название              | Латинское название и автор таксона                         | Ареал на территории страны. Замечания по систематике. | Статус МСОП                                      |
| -------------------------------------------- | ----------------------------- | ---------------------------------------------------------- | --- | ------------------------------------------------ |
| Отряд Черепахи (Testudines)                  |                               |                                                            | |                                                  |
| Семейство Сухопутные черепахи (Testudinidae) |                               |                                                            | |                                                  |
|                                              | Балканская черепаха           | Testudo hermanni Gmelin, 1789                              | На территории страны обитает подвид Testudo hermanni boettgeri Mojsisovics, 1889, который распространён в юго-западной части страны, в районе Банатских гор. Избегает чрезмерной влажности, предпочитает кустарниковые заросли, сухие луга и другие открытые местности, которые окружены лесом. Также встречается на опушках, сельскохозяйственных угодьях, в виноградниках, на полях, пастбищах.                      | Вид, близкий к уязвимому положению               |
|                                              | Средиземноморская черепаха    | Testudo graeca Linnaeus, 1758                              | На территории страны вид представлен подвидом Testudo graeca ibera Pallas, 1814. В Румынии вид обитает только в Добрудже. Предпочитает засушливые и открытые места, встречается также на песчаных и галечных берегах, опушках, пастбищах, в степях, широколиственных лесах, среди редколесий, в сельскохозяйственных угодьях.                                                                                          | Уязвимый вид                                     |
| Семейство Пресноводные черепахи (Emydidae)   |                               |                                                            | |                                                  |
|                                              | Европейская болотная черепаха | Emys orbicularis Linnaeus, 1758                            | Встречается по всей территории страны. Вид обитает в различных пресных водоёмах: прудах, озёрах, старицах, медленно текущих реках, каналах. В последнее время наблюдается устойчивая тенденция к сокращению численности. | Вид, близкий к уязвимому положению               |
|                                              | Красноухая черепаха           | Trachemys scripta (Schoepff, 1792)                         | Североамериканский вид черепах, инвазионный вид на территории многих стран. Для Румынии указывается как интродуцированный инвазионный вид. Встречается во многих водоёмах страны (Дунай, Дымбовица, Сомеш, Муреш, Олт). | Вид вне опасности                                |
| Семейство Морские черепахи (Cheloniidae)     |                               |                                                            | |                                                  |
|                                              | Логгерхед                     | Caretta caretta Linnaeus, 1758                             | Логгерхед распространён в водах Индийского, Тихого и Атлантического океанов (включая Средиземное море). Единственная особь в акватории Румынии была выловлена 29 марта 1967 года. | Уязвимый вид                                     |
| Отряд Чешуйчатые (Squamata)                  |                               |                                                            | |                                                  |
| Подотряд Ящерицы (Lacertilia)                |                               |                                                            | |                                                  |
| Семейство Настоящие ящерицы (Lacertidae)     |                               |                                                            | |                                                  |
|                                              | Луговая ящерица               | Darevskia praticola (Eversmann, 1834)                      | В Румынии распространён подвид Darevskia praticola pontica (Lantz & Cyrén, 1819), который часто рассматривают как самостоятельный вид — Darevskia pontica. Обитает в южных районах (юг Добруджи, Баната, Олтении). Имеется популяция у Девы. Предпочитает поляны и кустарниковые заросли, редколесья, а также лесные опушки.                                                                                           | Вид, близкий к уязвимому положению               |
|                                              | Обыкновенная стенная ящерица  | Podarcis muralis Laurenti, 1768                            | В Румынии распространёно два подвида: номинативный и Podarcis muralis maculiventris (Werner, 1891). Встречается вдоль Карпат, в том числе и в Апусени, и в меньшем количестве — в Добрудже и вблизи Джурджу. Обитает в засушливых местностях: кустарниковые заросли, скалы, каменных руины, на каменных стенах, насыпях вдоль железнодорожных путей, в фруктовых садах, виноградниках.                                 | Вид вне опасности                                |
|                                              | Ящерица живородящая           | Zootoca vivipara von Jacquin, 1787                         | Распространён на всей территории страны, особенно в горных районах. Имеются также равнинные популяции на северо-западе страны (вблизи венгерской и украинской границ). Населяет опушки лесов, зарастающие вырубки в лесах, кустарниковые заросли, берега водоёмов, пойменные влажные луга, болотистые местности, и т. п.                                                                                               | Вид вне опасности                                |
|                                              | Ящерица зелёная               | Lacerta viridis Laurenti, 1768                             | На территории Румынии вид представлен двумя подвидами: номинативным и Lacerta viridis meridionalis Cyrén 1933. Обитает на всей территории страны — от низин до нижнего пояса гор на высотах до 800 м над уровнем моря. | Вид вне опасности                                |
|                                              | Ящерица крымская              | Podarcis tauricus Pallas, 1814                             | Вид распространён в Добрудже, на юге Олтении, Мунтении и Баната, а также на севере Румынии, в районе Тисо-Дунайской низменности вблизи границы с Венгрией. Населяет различные биотопы: участки со степной и древесно-кустарниковой растительностью, лёссовые холмы, опушки, каменистые осыпи и т. п. | Вид вне опасности                                |
|                                              | Ящерица прыткая               | Lacerta agilis Linnaeus, 1758                              | В Румынии представлен подвид Lacerta agilis chersonensis Andrzejowski, 1832. Обитает по всей территории страны, в горах поднимается на высоты до 1400 м над уровнем моря. Вид населяет самые разнообразные биотопы всех ландшафтных зон страны, успешно осваивает агроландшафты. | Вид вне опасности                                |
|                                              | Ящерица трёхлинейчатая        | Lacerta trilineata Bedriaga, 1886                          | В Румынии обитает подвид Lacerta agilis chersonensis Andrzejowski, 1832. Вид широко распространён в Добрудже. Населяет самые разнообразные биотопы: сухие места, леса, кустарниковые заросли, каменистые склоны, горные степи, заброшенные сельскохозяйственные угодья. Хорошо лазает по деревьям. | Вид вне опасности                                |
|                                              | Ящурка разноцветная           | Eremias arguta Pallas, 1773                                | В Румынии вид представлен подвидом Eremias arguta deserti (Gmelin, 1789), который распространён в Добрудже, вдоль черноморского побережья и в дельте Дуная. Обитает преимущественно на песчаных почвах, на пляжах и дюнах, в речных долинах и других местностях с песчаной почвой и с редкой сухолюбивой растительностью.                                                                                              | Вид, близкий к уязвимому положению               |
| Семейство Веретеницевые (Anguidae)           |                               |                                                            | |                                                  |
|                                              | Веретеница восточная          | Anguis colchica (Nordmann, 1840)                           | Таксон представлен в Румынии, и в Восточной Европе в целом, не ранее указываемым видом Anguis fragilis (веретеница ломкая), а аллопатрическим видом Anguis colchica, ранее рассматривавшимся в ранге его подвида. Распространён в горных районах страны. Обитает в лесах, на лесных опушках и окраинах лугов. | Вид не представлен в Международной Красной книге |
| Семейство Сцинковые (Scincidae)              |                               |                                                            | |                                                  |
|                                              | Европейский гологлаз          | Ablepharus kitaibelii Bibron & Bory de Saint-Vincent, 1833 | В Румынии обитает подвид Ablepharus kitaibelii stepaneki Fuhn, 1970. Распространён в Добрудже и на юге Румынии — в Олтении и Мунтении. Обитает на каменистых, разнотравно-злаковых ксерофитных степях на пологих склонах, в тёплых и засушливых биотопах. | Вид вне опасности                                |
| Подотряд Змеи (Serpentes)                    |                               |                                                            | |                                                  |
| Семейство Ложноногие (Boidae)                |                               |                                                            | |                                                  |
|                                              | Западный удавчик              | Eryx jaculus (Linnaeus, 1758)                              | Самый редкий из всех видов пресмыкающихся Румынии. В стране обитает подвид Eryx jaculus turcicus (Olivier 1801). Распространён в Добрудже (последняя находка датирована 1986 годом) и Олтении (2012 год). На всем ареале вид приурочен к аридным ландшафтам. Населяет открытые сухие местности с глинистыми, песчаными и каменистыми почвами, реже встречается на слабозакреплённых песках, в виноградниках и в садах. | Вид вне опасности                                |
| Семейство Ужеобразные (Colubridae)           |                               |                                                            | |                                                  |
|                                              | Медянка обыкновенная          | Coronella austriaca Laurenti, 1768                         | Встречается на всей территории страны, но чаще в её северо-западной части. В горах обитает на высотах до 1100 м над уровнем моря. Населяет различные биотопы: обитает на лесных полянах и опушках, среди редколесья, в долинах рек. | Вид вне опасности                                |
|                                              | Полоз каспийский              | Dolichophis caspius (Gmelin, 1789)                         | Распространён в Добрудже, Олтении, Мунтении и области Румынская Молдавия (на северо-востоке стране, между Восточными Карпатами на западе и рекой Прут на востоке). Охотно населяет антропогенные биотопы, каменистые пастбища, заброшенные карьеры, руины построек, может встречаться в лесах, долинах рек, населённых пунктах.                                                                                        | Вид вне опасности                                |
|                                              | Полоз палассов                | Elaphe sauromates Pallas, 1811                             | Редкий вид, обитающий только в юго-восточной части Румынии (Добруджа) и местами в Румынской Молдавии. Обитает в растительных зарослях, песчаных и каменистых местностях, на опушках, около речных пойм, в пойменных лесах, на крутых склонах. | Вид вне опасности                                |
|                                              | Полоз эскулапов               | Zamenis longissimus Laurenti, 1768                         | Может встречаться на территории всей страны, но чаще всего — в Добрудже, Банате и Апусени. Предпочитает леса, речные долины и лесистые предгорья. Охотно заселяет руины и заброшенные здания, попадается в населенных пунктах. | Вид вне опасности                                |
|                                              | Уж водяной                    | Natrix tessellata Laurenti, 1768                           | Распространён на всей территории страны. Обитает в основном в различных водоёмах. На суше встречается во время миграции в другие водоёмы. | Вид вне опасности                                |
|                                              | Уж обыкновенный               | Natrix natrix Linnaeus, 1758                               | Распространён на всей территории страны, но больше в её северной части и Добруджи. Преимущественно встречается по берегам различных водоёмов (включая водоёмы с обрывистыми берегами), на низменных лугах среди лесных массивов, на участках малых рек и мелиоративных каналов. | Вид вне опасности                                |
| Семейство Гадюковые (Viperidae)              |                               |                                                            | |                                                  |
|                                              | Гадюка обыкновенная           | Vipera berus Linnaeus, 1758                                | На территории страны обитает два подвида: номинативный и Vipera berus bosniensis (Boettger, 1889). Встречается в горных районах страны. Живёт в различных биотопах, преимущественно увлажнённых. | Вид вне опасности                                |
|                                              | Гадюка Никольского            | Vipera nikolskii Vedmederja, Grubant & Rudajewa, 1986      | Долгое время таксон рассматривался, как чёрная морфа обыкновенной гадюки. Впоследствии таксону был придан видовой статус. Однако ряд зарубежных и некоторые отечественные герпетологи склонны рассматривать её в качестве подвида обыкновенной гадюки. Точное распространения по стране неизвестно. Населяет Центральное Молдавское плато, горные местности Дымбовица и Вылча.                                         | Вид не представлен в Международной Красной книге |
|                                              | Гадюка степная                | Vipera renardi (Christoph, 1861)                           | В Румынии обитает два подвида — rakosinensis Méhely, 1893 и moldavica Nilson, Andrén et Joger, 1993. Первый подвид встречается в Трансильвании, а второй — вдоль Дуная и в его дельте. Предпочитает засушливые места (каменистые склоны, песчаные места, кустарниковую и степную растительность). Также змеи попадаются на лесных полянах.                                                                             | Уязвимый вид                                     |
|                                              | Носатая гадюка                | Vipera ammodytes Linnaeus, 1758                            | Имеются две отдельные популяции: номинативный подвид обитает в юго-западной части страны (Апусени, Олтения, Банат), а подвид Vipera ammodytes montadoni Boulenger, 1904 — в Добрудже. Обитает на каменистых склонах гор, поросших кустарниками, по осыпям и обрывам в долинах рек, в старых каменоломнях, в каменных заборах, разрушенных постройках, в кучах камней.                                                  | Вид вне опасности                                |